# آبشار تیپ تو
آبشار تیپ تو (به انگلیسی: Tip Toe Falls) آبشاری است که در شهرستان سن ماتئو، ایالات متحده آمریکا واقع شده و ارتفاع کلی ریزشگاه آن ۱۴ فوت (۴٫۳ متر) است.